# Gouvernement Soro III
Pour les articles homonymes, voir Gouvernement Soro.
Seconde République
Aké N'Gbo Soro IV
Le gouvernement Soro III (11 avril 2011 - 1er juin 2011) est le 12e de la Deuxième République de Côte d'Ivoire. Il est nommé par décret le 5 décembre 2012, mais entre quelques jours plus tard en conflit avec le gouvernement Aké N'Gbo et ne peut occuper les locaux de l'administration publique ivoirienne qu'à la fin d'une crise post-électorale de cinq mois, née du refus du président sortant Laurent Gbagbo de quitter le pouvoir.

## Contexte pendant la crise post-électorale
Le  gouvernement Soro III, dont la liste est rendue publique, par Méité Sindou, le 5 décembre 2010, est reconnu par la communauté internationale, mais considéré comme « illégal » par Laurent Gbagbo, entraînant une crise post-électorale. Il coexiste parallèlement au gouvernement Aké N'Gbo pendant plusieurs mois.
À la suite de l'arrestation de Laurent Gbagbo le 11 avril 2011, la nomination du gouvernement Aké N'Gbo et les décisions prises par ce gouvernement sont annulées. Aké N'Gbo et plusieurs de ses ministres sont par la suite arrêtés ou partent en exil, tandis que le gouvernement Soro III occupe progressivement les ministères.

## Composition

### Chefs du gouvernement
- Président de la République : Alassane Ouattara
- Premier ministre, ministre de la Défense : Guillaume Soro
- Ministre d'État, secrétaire général de la Présidence : Amadou Gon Coulibaly

### Ministres
| Image | Poste                                         | Nom                           | Observations                 |
| ----- | --------------------------------------------- | ----------------------------- | ---------------------------- |
|       | Justice et Droit de l'homme                   | Jeannot Ahoussou-Kouadio      | -                            |
|       | Plan et Développement                         | Albert Mabri Toikeusse        | -                            |
|       | Intérieur                                     | Hamed Bakayoko                | -                            |
|       | Affaires étrangères                           | Gervais Jean-Baptiste Kouakou | -                            |
|       | Économie et Finances                          | Charles Koffi Diby            | -                            |
|       | Production animale et Ressources halieutiques | Rémi Allah Kouadio            | -                            |
|       | Infrastructure économique                     | Patrick Achi                  | porte-parole du gouvernement |
|       | Mines et Énergie                              | Adama Toungara                | -                            |
|       | Fonction publique                             | Konan Gnamien                 | -                            |
|       | Jeunesse, Sport et Salubrité urbaine          | Dagobert Banzio               | -                            |
|       | Éducation nationale                           | Kandia Kamissoko Camara       | -                            |